# Фаренцена (Белуно)
Фаренцена (итал. Farenzena) је насеље у Италији у округу Белуно, региону Венето.
Према процени из 2011. у насељу је живело 51 становника. Насеље се налази на надморској висини од 747 м.